# Douglas Wilmer
Douglas Wilmer (Brentford, Middlesex, 8 de janeiro de 1920 - Ipswich, 31 de março de 2016) foi um ator inglês, famoso por interpretar o personagem Sherlock Holmes na série de televisão da década de 1960.
Wilmer tornou-se muito popular a partir de 1964, quando trabalhou no papel de Sherlock Holmes numa bem-sucedida série da emissora britânica BBC, com Nigel Stock como seu companheiro Watson. Depois de ser substituído por Peter Cushing na série, Wilmer estrelou The Rivals of Sherlock Holmes na ITV em 1973 e atuou com Gene Wilder em The Adventure Of Sherlock Holmes Smarter Brother, em 1975. Ele também participou como ator coadjuvante em vários filmes, entre eles "007 contra Octopussy", com Roger Moore como James Bond. Seu primeiro grande papel no cinema veio em Richard III (1955), dirigido e estrelado por Laurence Olivier, e conseguiu destaque em dois filmes dirigidos por Anthony Mann, El Cid (1961) e A Queda do Império Romano (1964).
Em 2012 Wilmer fez uma participação especial na série dedicada ao detetive, "Sherlock", protagonizada por Benedict Cumberbatch, vivendo o papel de um velho ranzinza no Diogenes Club.
Wilmer morreu em 31 de março de 2016, devido a pneumonia, em um hospital de Ipswich.